# Alberto Farina
Alberto Farina (Montevideo, Uruguay, 10 de mayo de 1956 - Buenos Aires, Argentina, 20 de julio de 2009) fue un crítico de cine que desarrolló su actividad en Argentina tanto en publicaciones periódicas como en libros de la especialidad.

## Actividad profesional
Fue llevado a corta edad a la Argentina. Aficionado al cine desde joven, participó de los primeros tiempos del Cineclub Jaén, en Villa Crespo, donde se introdujo en el país la obra de directores como Wim Wenders, Rainer Werner Fassbinder y Werner Herzog, que luego se mostraría en el circuito comercial. Provisto de su proyector de 16mm organizó alrededor de 1980 ciclos de cine mudo con títulos como Nosferatu y La pasión de Juana de Arco, en ámbitos como la Manzana de las Luces, alrededor de 1980.
Durante muchos años ejerció la crítica en el diario El Cronista, publicó críticas en el diario Tiempo Argentino y últimamente colaboraba en la revista Ñ, donde publicó un reportaje a Leonardo Favio con motivo de sus 70 años de edad. De este director había escrito su biografía para la colección Directores del Cine Argentino, dirigida por Jorge Miguel Couselo en la editorial Centro Editor de América Latina. Otras de sus obras fueron Cine, Un Lugar Para El Amor, De Palma-Scorsese en el cine americano y un libro-ensayo sobre Borges y el cine.
Trabajó en el programa televisivo, De Película, emitido por el Canal 21, del arzobispado de Buenos Aires, junto a la licenciada Teresa Téramo y el profesor Agustín Pezzutti.
Desde abril de 2008, era miembro del Departamento de Crítica e Investigación de Signis Argentina, y en septiembre de 2008, integró el Jurado de la entidad en el Festival Internacional “Nueva Mirada” de Cine Infantil y Juvenil. También era socio de la Asociación de Cronistas Cinematográficos de la Argentina, fue investigador a través de la Fundación Cinemateca Argentina, docente en el departamento de Cine y TV de la Universidad del Cine, profesor en la Facultad de Diseño y Comunicación de la Universidad de Palermo y dictó la cátedra Historia del cine mundial, en la ENERC. Trabajó varios años en el departamento de Fomento del INCAA.
Como realizador de cortometrajes se puede citar Roland y Greta y Hermanitos y su último y premiado trabajo Paquita, la flor de Villa Crespo (2002), un homenaje a Francisca Cruz Bernardo, la primera bandoneonista del tango, que deslumbró a Carlos Gardel. Este filme, que fue protagonizada por Ana Paradiso,  Max Berliner y el periodista Horacio Embón, participó en los festivales de Toulouse, La Habana, Mar del Plata y Montreal y en 2003 recibió el Premio del Jurado en el VI Festival Internacional de Cine de Punta del Este.
Farina falleció el 20 de julio a los 53 años, en el Sanatorio Anchorena de la ciudad de Buenos Aires, donde estaba internado desde varios días atrás, como consecuencia de un cáncer pulmonar. 